# Rue Marietta-Martin
La rue Marietta-Martin est une voie du 16e arrondissement de Paris, en France.

## Situation et accès

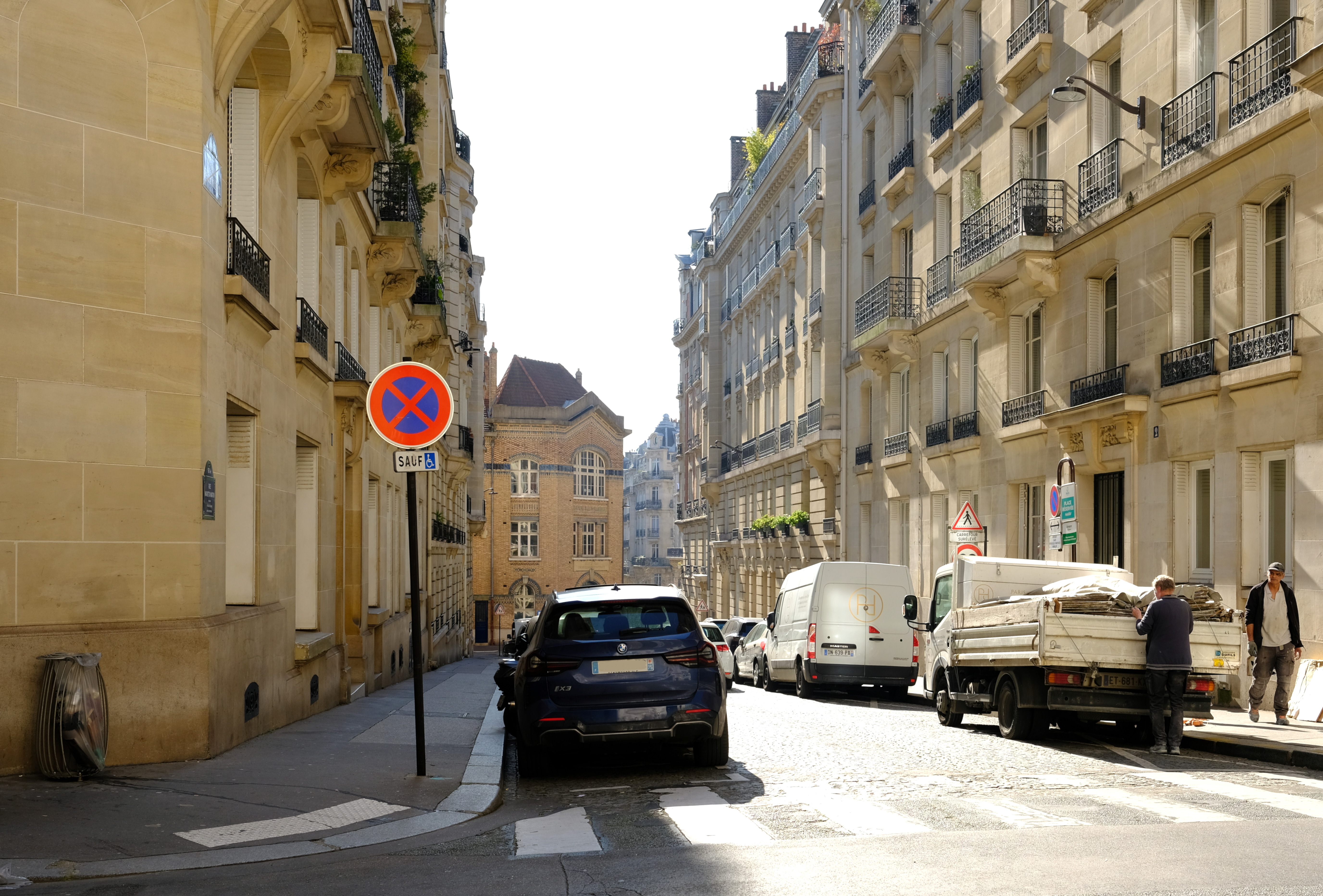
La rue Marietta-Martin vue de la rue des Vignes.

La rue Marietta-Martin est une voie publique située dans le 16e arrondissement de Paris. Elle débute au 67-71, rue des Vignes et se termine au croisement de la rue des Bauches, de la rue Gustave-Zédé et de la rue du Général-Aubé.
Le quartier est desservi par la ligne 9 à la station La Muette. La gare de Boulainvilliers de la ligne C se situe également à proximité.

## Origine du nom
Elle porte le nom de Marietta Martin (1902-1944), poétesse et résistante, membre du groupe La France continue, morte en prison après sa condamnation à mort par les Allemands en 1944. Avant son arrestation, le 8 février 1942, elle résidait dans le 16e arrondissement de Paris, au 34, rue de l'Assomption, où une plaque à son nom est apposée. Cette voie se situe non loin de l'actuelle rue Marietta-Martin.

## Historique

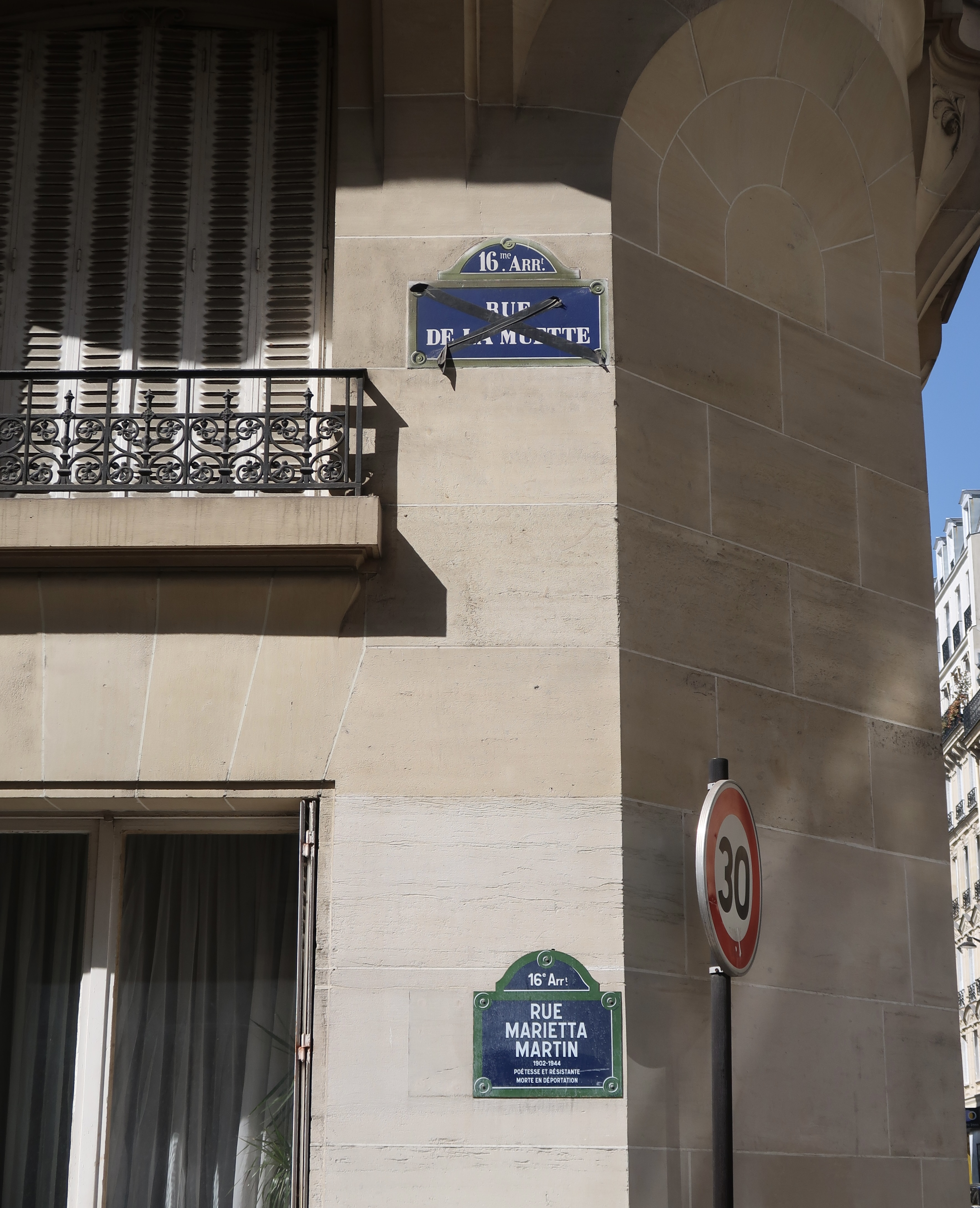
Ancienne et nouvelle plaques.

La voie est créée en 1906 sous le nom de « rue de la Muette », en raison de sa proximité avec le château de la Muette. Elle prend sa dénomination actuelle par un arrêté du 2 mai 1955.